# Patries Boekhoorn
Patries Boekhoorn (5 juli 1970) is een Nederlands rolstoelbasketbalster en woont in Grave.
Boekhoorn raakte in 1993 betrokken bij een auto-ongeluk en liep daardoor een dwarslaesie op.
Voor het Nederlands vrouwen basketbalteam heeft Boekhoorn 40 interlands gespeeld en was actief op drie Europese kampioenschappen en twee Wereld kampioenschappen.
Boekhoorn is in 2008 met het vrouwen basketbalteam voor Nederland uitgekomen op de Paralympische Zomerspelen in Peking. Waar ze met het team de kwartfinales wist te behalen.
In het dagelijks leven is zij cliëntcoördinator.